# سينارة
السينارة (الاسم العلمي: Cinara) هي جنس من الحشرات يتبع الفصيلة المنية من رتبة متشابهات الأجنحة.